# Donezan
Le Donezan (Donasan en occitan et Donasà en catalan), ou Donnezan, est une région naturelle de l'Ariège, qui faisait jadis partie du comté de Razès puis du comté de Foix. Le Donezan est physiquement et économiquement très imbriqué dans le département de l'Aude.

## Géographie
Traversé par la route départementale 16 et le GR7, le Donezan se situe à l'extrémité sud-orientale de l'Ariège, autour de Quérigut, entre le Sabarthès (vallée de l'Ariège), le plateau de Sault (Aude) et le Capcir (Pyrénées-Orientales). Ce terroir très peu peuplé des Pyrénées, seulement 500 habitants en 2015, est une composante de la haute vallée de l'Aude plutôt que du pays de Foix Haute-Ariège auquel il est administrativement rattaché mais dont il est séparé par le redoutable port de Pailhères (2 001 m), ouvert uniquement à la bonne saison.
C'est une région au climat montagnard rude, excentrée et isolée, mais riche historiquement.
Des torrents actifs, la Bruyante, la rivière de Quérigut et le ruisseau d'Artigues et plusieurs cascades (cascade de l'Aguzen notamment), exercent une reprise d'érosion sur cette vieille surface. Ce relief en forme de cuvette est le seul du département dont les eaux vont vers la Méditerranée. La Bruyante conflue avec le fleuve Aude sur la commune de Rouze.
Ses pentes ici culminent à 2 546 mètres au Roc Blanc, recouvertes par les vastes forêts de la région de Quérigut.

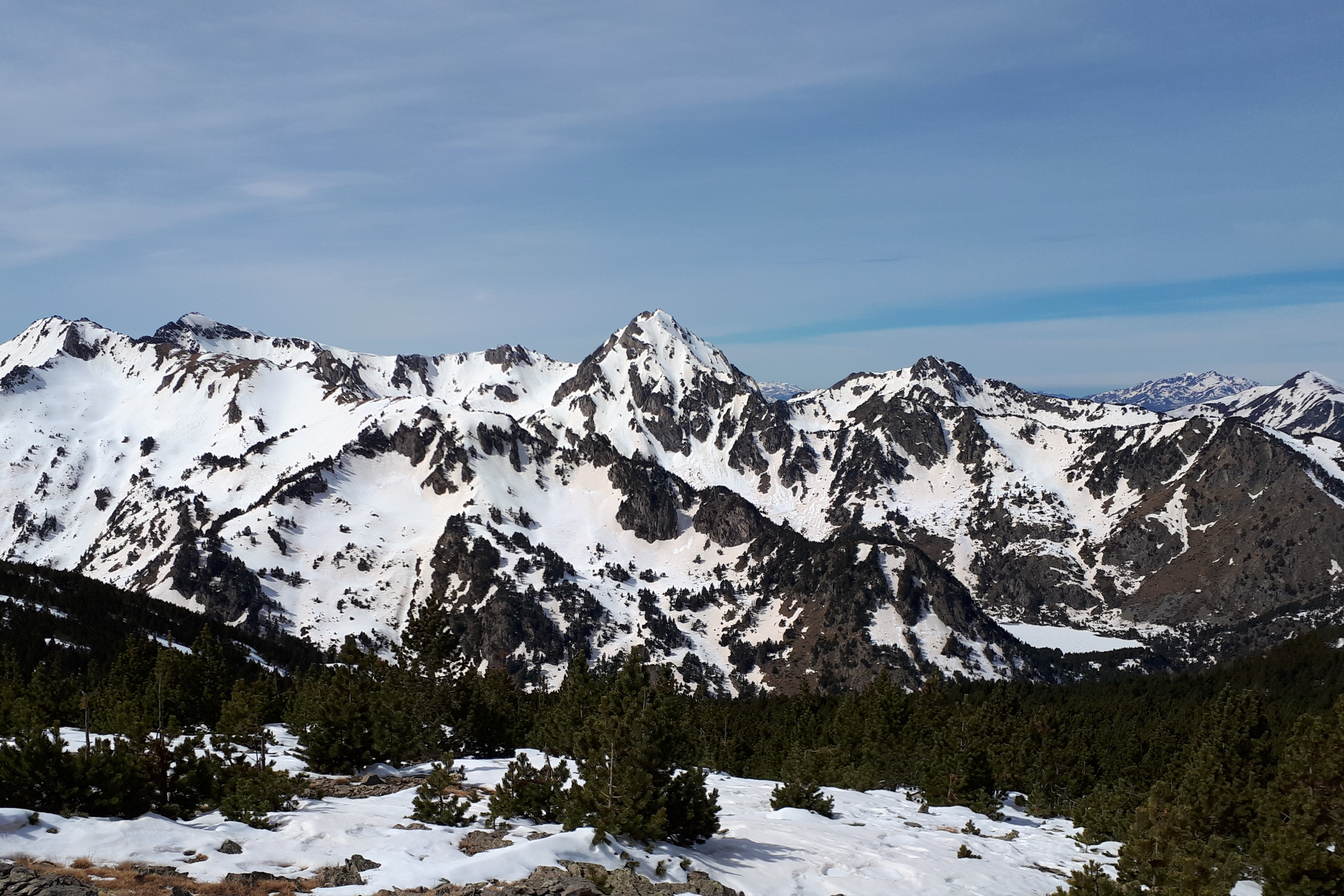
Roc Blanc, en hiver

Enfin, la présence de nombreux lacs ou étangs (étangs de Laurenti, de Quérigut, etc.), marque le point de contact entre le calcaire dévonien et le granit.

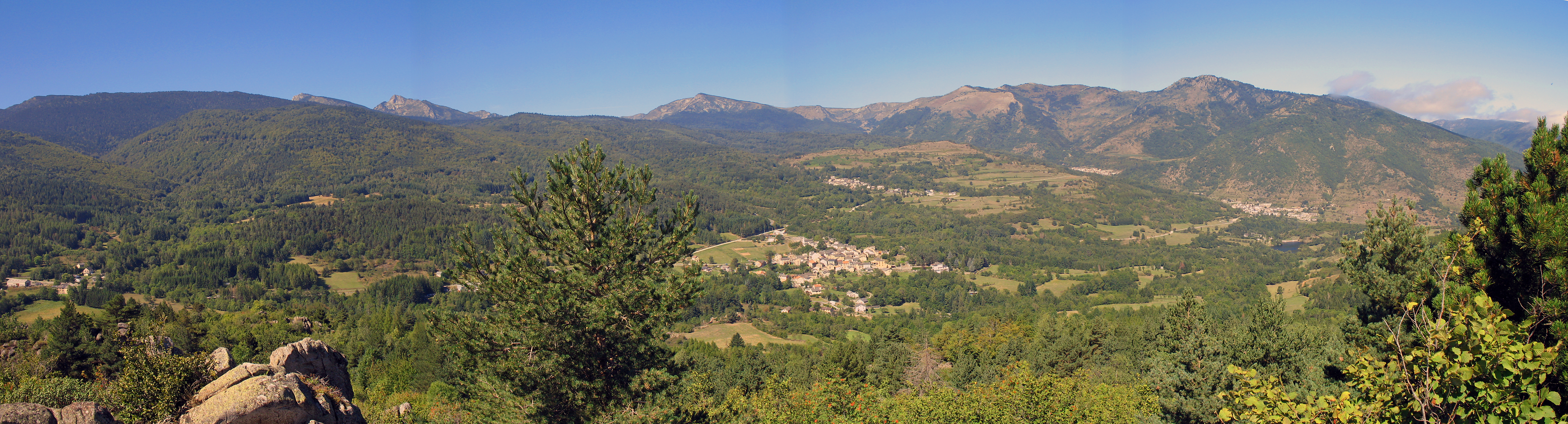
Une partie du pays du Donezan vu du petit sommet du Montferrant (commune du Puch) à 1225 m. Le village d'Artigues est visible, ainsi que le massif du pic de Tarbésou.

## Géologie
La géologie, l'hydrographie et l'histoire concourent pour individualiser ce paysage typique. À l'exception d'une zone de marbre au nord et d'une bande de calcaire dévonien qui traverse le plateau, toute la structure géologique du Donezan est granitique.
L'isolement de cette lentille de granit provient de la fracture du vieux massif hercynien des Pyrénées. Son modèle paisible ne correspond plus avec l'altitude relativement élevée de ce plateau (Quérigut est à 1 200 mètres).

## Histoire
Le Donezan, cité pour la première fois en tant que villa Donasacum en 845, dépend au IXe siècle du comté de Razès et plus particulièrement du pays de Sault. Formant un territoire cohérent dès avant 1208 avec une seule paroisse dont la plus ancienne église aurait été bâtie en 842 sur la rive droite de l'Aude. Au carrefour du Razès et de la Cerdagne, la situation stratégique de la petite région fait qu'elle conserve un statut particulier. En 972, la région passe sous la suzeraineté du comté de Cerdagne. En 1035, le comte lègue le château de Quérigut à son fils Raimond. En 1118, le Donezan passe, avec le reste du comté de Cerdagne, au comte de Barcelone Raimond-Bérenger III. En 1208, le roi d'Aragon inféode le Donezan au comte de Foix, en échange de sa neutralité dans les problèmes posés par la succession du comté d'Urgell. 
Ce fut une petite souveraineté qui jouait habilement de son éloignement entre royaume d'Aragon, comté de Foix puis royaume de France depuis le XIVe siècle jusqu'à Henri IV, qui le réunit à la couronne.
Mentionné pour la première fois au début du XIe siècle, le château d'Usson était une place forte réputée imprenable. Ce fut le château des anciens seigneurs de So et d’Alion. Après avoir connu les turpitudes du catharisme, puis devenu inutile avec l'éloignement de la frontière espagnole, il fut démantelé en 1638 sur ordre de Richelieu.
Un maquis de Résistance est formé dans les environs de Quérigut par Jean Robert et Faïta, il est rejoint en juin 1944 par Marcel Taillandier, chef de l’Armée secrète toulousaine. La haute vallée est aussi un terrain de repli du maquis de Picaussel après son attaque en août. Enfin, de nombreux passages y seront réalisés vers l’Espagne.
Autrefois, les villages de Carcanières et d'Usson-les-Bains (ce dernier sur la commune de Rouze) ont exploité des sources chaudes sulfurées-sodiques d'origine granitique. Le même gisement aquifère était utilisé par les établissements thermaux des communes voisines de Carcanières et d'Escouloubre dans l'Aude. Un rapport du BRGM sur le potentiel thermal de l'Ariège publié en 1984 déclarait que ces sources, non polluées, pouvaient être dignes d'intérêt pour une relance thermale.
Le rattachement du Donezan au diocèse de Carcassonne et Narbonne plutôt qu'à celui de Pamiers est une autre traduction de ses affinités historiques avec l'Aude plus qu'avec l'Ariège.

## Lieux et monuments

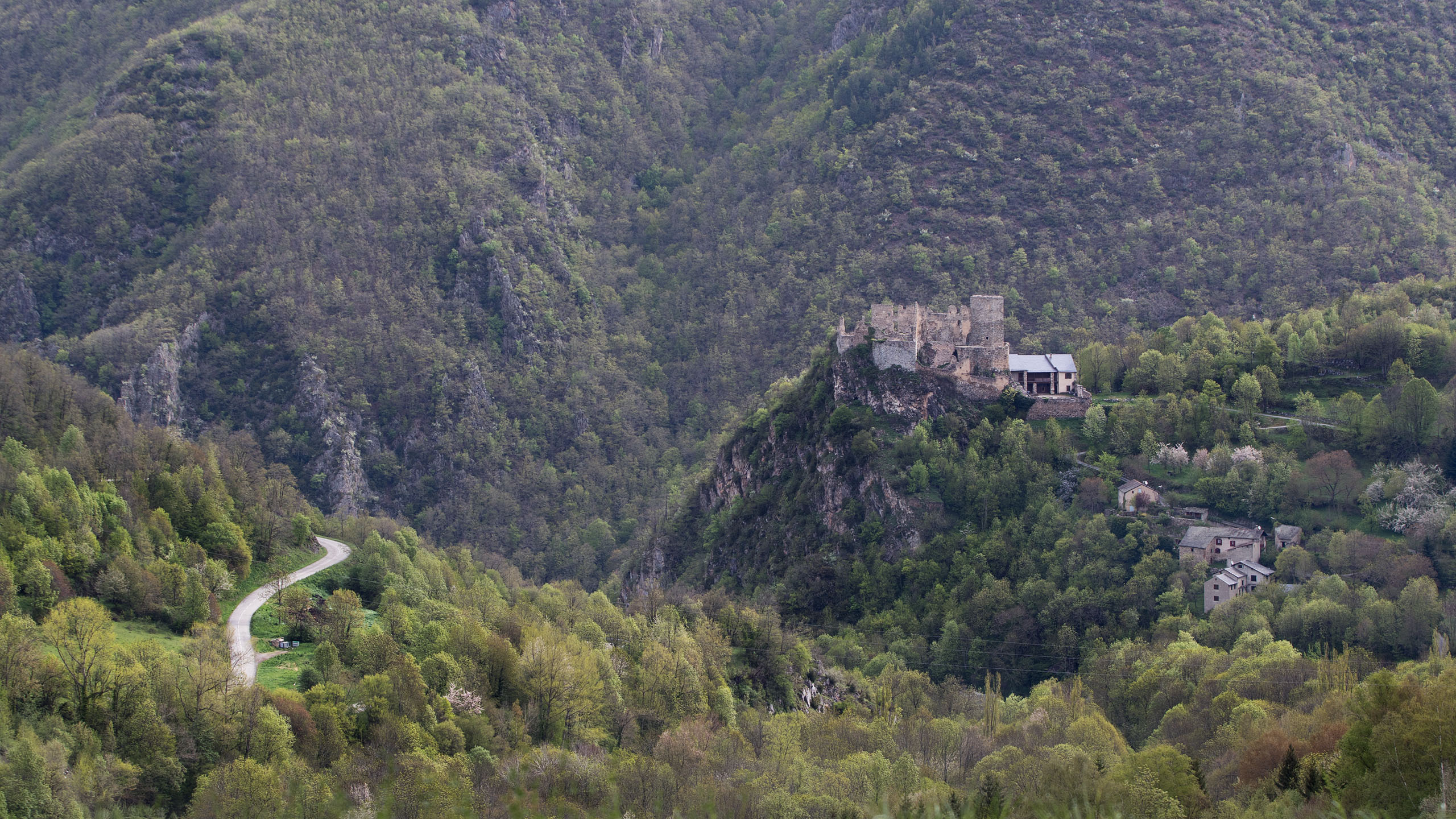
Le château d'Usson en 2018.

- Le château d'Usson dans la commune de Rouze, ancien château fort aujourd'hui en ruines ;
- Le port de Pailhères (2 001 m) conduit vers la vallée de l'Ariège mais ouvert uniquement à la bonne saison. L'ascension usitée à l'occasion par le Tour de France est rude pour les cyclistes amateurs. C'est le plus haut col routier de l'Ariège.

## Économie

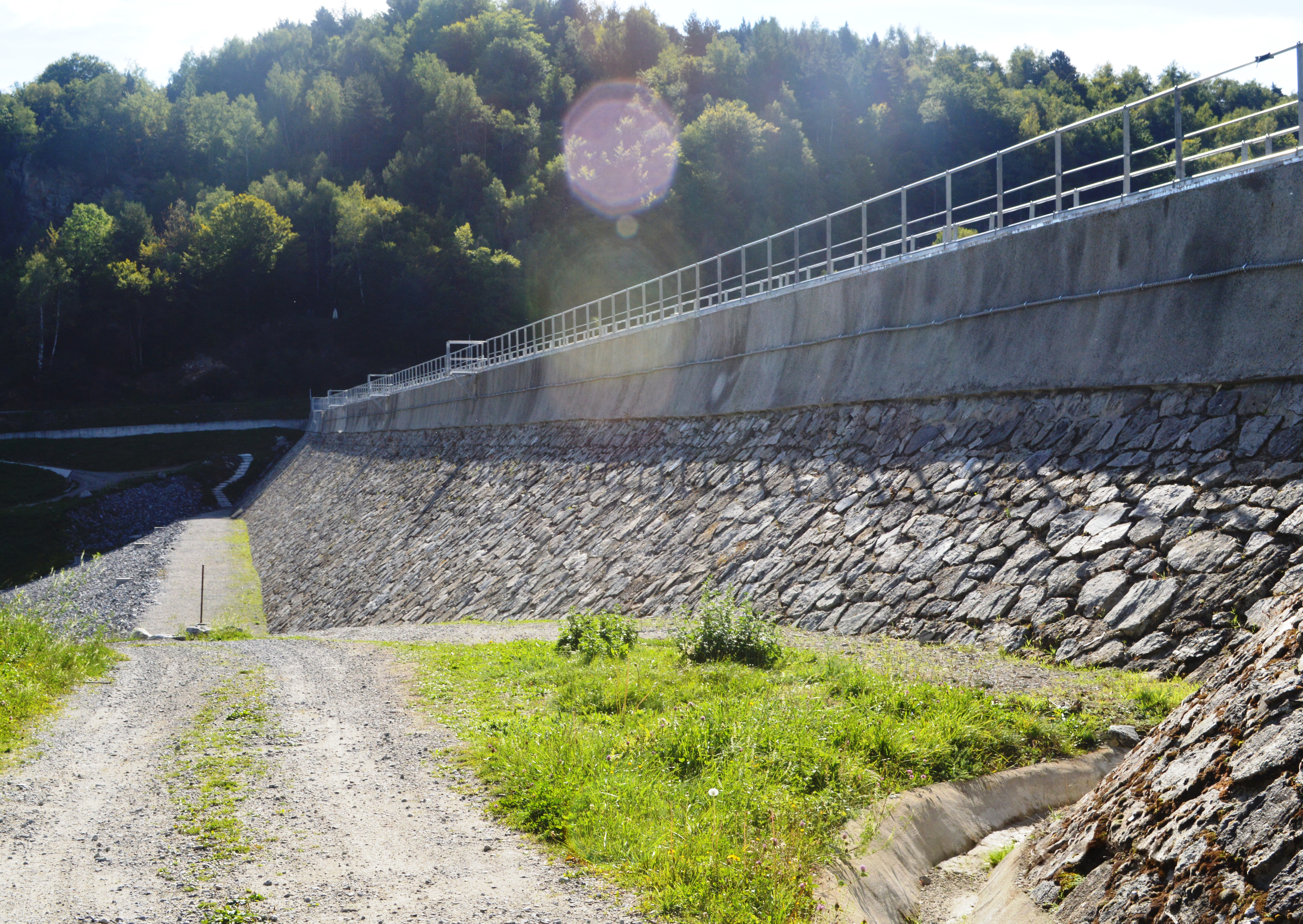
Le barrage de Noubals en septembre 2014.

- Le Donezan compte une station de ski : Mijanès-Donezan.
- Le barrage hydroélectrique de Noubals sur les communes de Mijanès et Artigues est exploité depuis 1949 par EDF.
- L'abbaye Notre-Dame de Donezan, créée ex nihilo en 2006, produit du fromage de type tomme des Pyrénées.
- Malgré une population réduite, le Donezan propose les principaux commerces et services[5] et se tourne vers Axat ou Les Angles pour les prestations de proximité manquantes.

## Communes du Donezan
| Nom         | Code Insee | Intercommunalité      | Superficie (km2) | Population (dernière pop. légale) | Densité (hab./km2) |
| ----------- | ---------- | --------------------- | ---------------- | --------------------------------- | ------------------ |
| Artigues    | 09020      | CC de la Haute-Ariège | 12,43            | 32 (2022)                         | 2,6                |
| Carcanières | 09078      | CC de la Haute-Ariège | 6,5              | 71 (2022)                         | 11                 |
| Le Pla      | 09230      | CC de la Haute-Ariège | 12,97            | 61 (2022)                         | 4,7                |
| Le Puch     | 09237      | CC de la Haute-Ariège | 2,89             | 28 (2022)                         | 9,7                |
| Mijanès     | 09193      | CC de la Haute-Ariège | 39,95            | 58 (2022)                         | 1,5                |
| Quérigut    | 09239      | CC de la Haute-Ariège | 36,4             | 137 (2022)                        | 3,8                |
| Rouze       | 09252      | CC de la Haute-Ariège | 9,51             | 85 (2022)                         | 8,9                |

## Culture et patrimoine
Datant du XVIIIe siècle, les anciennes écuries rénovées du château d'Usson reçoivent la Maison du patrimoine du Donezan. Elle présente notamment l'habitat traditionnel et des objets trouvés lors de fouilles au château.

## Randonnée
Le sentier de grande randonnée 7 (sentier européen E4) monte le Donezan dans l'étape de Mirepoix à Andorre-la-Vielle depuis Rouze vers l'étang du Lanous, dans les Pyrénées-Orientales en passant par la haute-vallée d'Orlu.